# Мазур Степан Іванович
Степан Іванович Мазур (8 вересня 1926, село Кам'янки, тепер Підволочиського району Тернопільської області — 16 квітня 2003, село Кам'янки Підволочиського району Тернопільської області) — український радянський діяч, новатор сільськогосподарського виробництва, комбайнер колгоспу «Радянська Україна» Підволочиського району Тернопільської області. Депутат Верховної Ради УРСР 6-го скликання.

## Біографія
Народився у бідній родині наймички. У 1941 році був вивезений німецькою владою на трудові роботи до Австрії. Після закінчення Другої світової війни повернувся до рідного села.
У 1951 році закінчив курси комбайнерів при Кременецькій школі механізації сільського господарства Тернопільської області.
З 1951 року — комбайнер, бригадир тракторної бригади колгоспу «Радянська Україна» села Кам'янки Підволочиського району Тернопільської області.
Потім — на пенсії у селі Кам'янки Підволочиського району Тернопільської області.

## Нагороди
- орден Леніна (1963)
- медалі